# U-1018
| U-1018                     | U-1018 | U-1018 |
| -------------------------- | --- | --- |
|                            | | |
|                            | | |
| U-995, однотипний з U-1018 | | |
| Під прапором               | Третій Рейх | Третій Рейх |
| Спуск на воду              | 1 березня 1944 року | 1 березня 1944 року |
| Виведений зі складу флоту  | 24 квітня 1944 року | 24 квітня 1944 року |
| Сучасний статус            | 27 лютого 1945 року потоплений глибинними бомбами британського фрегата «Лох Фада» у протоці Ла-Манш південніше Пензанса             | 27 лютого 1945 року потоплений глибинними бомбами британського фрегата «Лох Фада» у протоці Ла-Манш південніше Пензанса             |
| Проєкт                     | | |
| Тип ПЧ                     | Торпедний ДПЧ | Торпедний ДПЧ |
| Розробник проєкту          | Blohm + Voss, Гамбург | Blohm + Voss, Гамбург |
| Основні характеристики     | | |
| Швидкість (надводна)       | 17,7 вузла | 17,7 вузла |
| Швидкість (підводна)       | 7,6 вузла | 7,6 вузла |
| Робоча глибина занурення   | 100 м | 100 м |
| Гранична глибина занурення | 250 м | 250 м |
| Автономність плавання      | 8500 миль (15 700 км) на швидкості 10 вузлів (18,6 км/год) (надводна) 80 миль (150 км) на швидкості 4 вузли (7,4 км/год) (підводна) | 8500 миль (15 700 км) на швидкості 10 вузлів (18,6 км/год) (надводна) 80 миль (150 км) на швидкості 4 вузли (7,4 км/год) (підводна) |
| Екіпаж                     | 46 осіб | 46 осіб |
| Розміри                    | | |
| Довжина найбільша (по КВЛ) | 67,1 м | 67,1 м |
| Ширина корпусу найб.       | 6,2 м | 6,2 м |
| Висота                     | 9,6 м | 9,6 м |
| Середня осадка (по КВЛ)    | 4,74 м | 4,74 м |
| Водотоннажність надводна   | 759 т | 759 т |
| Озброєння                  | | |
| Артилерія                  | 1 × 88-мм палубна гармата SK C/35                                                                                                   | 1 × 88-мм палубна гармата SK C/35                                                                                                   |
| Торпедно- мінне озброєння  | 4 носових і один кормовий ТА 14 торпед або 26 мін TMA                                                                               | 4 носових і один кормовий ТА 14 торпед або 26 мін TMA                                                                               |
| ППО                        | 1 × 37-мм зенітна гармата Flak M42 2 × 20-мм зенітні гармати FlaK 30                                                                | 1 × 37-мм зенітна гармата Flak M42 2 × 20-мм зенітні гармати FlaK 30                                                                |

U-1018 — німецький підводний човен типу VIIC/41, що входив до складу Військово-морських сил Третього Рейху за часів Другої світової війни. Закладений 16 квітня 1943 року на верфі Blohm + Voss у Гамбурзі. Спущений на воду 1 березня 1944 року, а 24 квітня 1944 року корабель увійшов до складу 31-ї навчальної флотилії ПЧ ВМС нацистської Німеччини.

## Історія служби
U-1018 належав до німецьких підводних човнів типу VIIC/41, однієї з модифікацій найчисленнішого типу субмарин Третього Рейху, яких випущено 703 одиниці. Службу розпочав у складі 31-ї навчальної та з 1 грудня 1944 року — після завершення підготовки — в 11-й бойовій флотилії ПЧ Крігсмаріне. У 1945 році човен здійснив один бойовий похід в Атлантичний океан, під час якого потопив одне судно.
27 лютого 1945 року U-1018 був потоплений в Ла-Манші південніше Пензанса, неподалік від мису Лізард-Пойнт, глибинними бомбами британського фрегата «Лох Фада». 51 члени екіпажу загинули, 2 врятовані.

## Командири
- Капітан-лейтенант Ульріх Фабер (24 квітня — 1 червня 1944)
- Капітан-лейтенант Вальтер Бурмайстер (2 червня 1944 — 27 лютого 1945)

## Перелік потоплених U-1018 суден
| №                                                        | Дата           | Назва  | Тип                | Належність | Водотоннажність (брт) | Вантаж            | Конвой        | Результат та координати                                             | Наслідки атаки для екіпажу      | Прим. |
| -------------------------------------------------------- | -------------- | ------ | ------------------ | ---------- | --------------------- | ----------------- | ------------- | ------------------------------------------------------------------- | ------------------------------- | ----- |
| Перший похід (21.01—27.02.1945, 38 діб; Гортен—загибель) |                |        |                    |            |                       |                   |               |                                                                     |                                 |       |
| 1                                                        | 27 лютого 1945 | Corvus | суховантажне судно | Норвегія   | 1 317                 | 1800 тонн вугілля | Конвой BTC 81 | потоплено 49°55′ пн. ш. 5°22′ зх. д. / 49.917° пн. ш. 5.367° зх. д. | 25 (8 загинуло, 17 врятувалися) |       |